# 佐山総平
佐山 総平（さやま そうへい、1893年9月1日 - 1975年2月17日）は、大正時代から昭和時代の鉱山学者。専門は採鉱学。工学博士。位階は正三位。
北見工業大学初代学長。北海道大学および北見工業大学の名誉教授。栃木県下都賀郡部屋村出身。門下生に石濱渉・木下重教・磯部俊郎など。

## 来歴
第一高等学校卒業。1919年東京帝国大学工科大学採鉱科卒業。1919年三菱鉱業に入社。1923年新設される北海道帝国大学工学部の教員就任を見込んで、三菱鉱業を退社。文部省留学生として、アメリカ、イギリス、ドイツ、フランスで留学。1925年北海道帝國大學工学部教授。1957年北海道大学停年退官。同名誉教授。室蘭工業大学工学部教授。1960年学長事務取扱を経て1961年北見工業短期大学学長に就任（～1967年6月1日）。1966年北見工業大学初代学長に就任。1970年北見工業大学を退官。同名誉教授。
1940年　東京帝国大学　工学博士。論文の題は『炭鑛ノ坑内ニ於ケルメタン瓦斯ノ壙散及流動ニ關スル實驗的研究 』。 
この他、北海道炭鉱技術会会長や北海道鉱山学会会長なども務めた。

## 受賞歴
- 旭日重光章（1969年）
- 正三位（1975年）

## 業績
- 北海道炭礦技術會編『採炭讀本』（分担執筆、石炭通迅社、1949年）
- 北海道大学工学部採鉱学研究室編『採炭教本』（分担執筆、北海道書籍出版社、1951年初版・1953年改訂版）
- 『採鉱学ハンドブック』（編著、朝倉書店、1955年）
- 『採鉱学』（北海道書籍出版社、1957年）
- 『採鉱採炭ハンドブック』（編著、朝倉書店、1962年）
  - NREリサーチ社より1979年に復刻版が刊行される。